# Marriott International

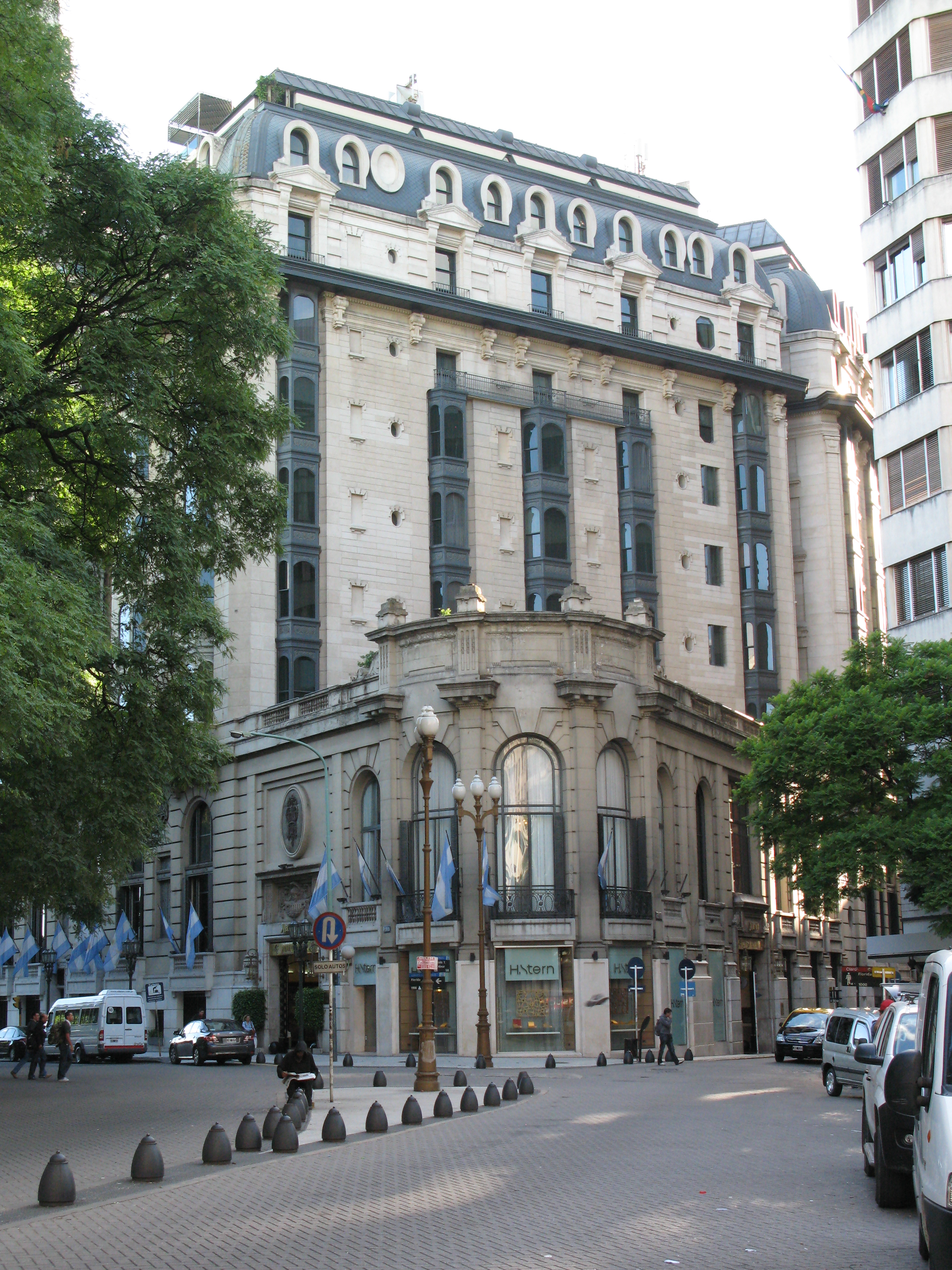
«Marriott Plaza» у Буенос-Айресі

Marriott International — провідна компанія на ринку готельних послуг з приблизно 2800 готелями під маркою Marriott, розташованими в США і 66 інших країнах і територіях.
Головне управління компанії розташовується у Вашингтоні, в кінці 2005 року загальна кількість співробітників компанії становила 143 000 чоловік.

## Історія
Починалося все в 1927 році, коли молодий американець Джон Уіллард Марріотт і його дружина Еліс заснували сімейний бізнес, відкривши у Вашингтоні невеликий бар з продажу газованих напоїв всього на дев'ять сидячих місць. Трохи пізніше, коли до холодних закусок додалася ще й гаряча їжа, заклад отримав назву The Hot Shoppe, що стало згодом ім'ям фірми, під маркою якої виникла та швидко розвивалася ресторанна мережа. Через десять років Джон Марріотт підписав контракт в Eastern, American і Capital Airlines, і його фірма стала першим постачальником готових обідів на рейси авіакомпаній.
У 1957 році компанія відкрила свій перший готель — Twin Bridges Marriott Motor Hotel в Арлінгтоні, штат Вірджинія (нині в будівлі цього готелю знаходиться музей корпорації Marriott). У 1964 році 32-х річний син засновника компанії стає її президентом і починає її реструктуризацію — купуються нові права на обслуговування авіаперевезень, скуповуються мережі ресторанів, готелі. Кілька років по тому — в 1969 році — компанія Марріотт заявила про себе на міжнародному ринку, відкривши готель Paraiso в Акапулько.
У наступні роки компанія дуже бурхливо розвивалася: відкривалися нові й нові готелі, засновувалися нові бренди та купувалися невеликі працюючі ланцюги у сфері торгівлі та послуг. Компанія прагнула зайняти не одну, а кілька ніш на готельному ринку. Наприклад, перший готель бренду Courtyard — з помірними цінами — був відкритий в 1983 році недалеко від міста Атланта. У наступному році, передбачаючи розвиток готельного бізнесу, Marriott набуває American Resorts Group, мережа курортних готелів.
Після смерті батька в 1985 році на чолі компанії встав син засновника Джон Уіллард Марріотт молодший.
Розвиток компанії йде бурхливими темпами, довіра до неї зростає. У грудні 1987 року один з її готелів стає прес-штабом, у якому розміщуються 6000 журналістів, що приїхали з усього світу на зустріч Горбачова із Рейганом. Ці збори представників засобів масової інформації стали одним з найбільших в історії. У 1989 році Marriott оголошує про нову реструктуризацію. Компанія збирається сфокусувати свої зусилля на створення Мегамаркету в готельному бізнесі, а також на різних сервісних контрактах. У 1994 році корпорація розділяється на дві окремі компанії: Марріотт Інтернешнл і Хост Марріотт Корпорейшн. Перша з них займається виключно розвитком мережі готелів, скуповуючи повністю або частково інші готельні мережі. А друга — усім, що може принести дохід в областях, пов'язаних з додатковими послугами для гостей: наприклад, придбанням авіалінії, будівництвом спортивних і розважальних споруд.
Marriott International продовжує набувати все нові і нові готельні мережі. Так, зокрема, належить 49 % акцій Ritz-Carlton Hotel Company, а також бренд Renaissance Group.
Зараз готелі Марріотт працюють в 70 країнах світу, і корпорація щороку відкриває близько 200 нових готелів, освоюючи все нові регіони. На цей момент корпорація об'єднує 16 окремих брендів (Marriott Hotels Resorts, JW Marriott Hotels., The Ritz-Carlton Club, Marriott ExecuStay, Marriott Executive Apartments, Marriott Grand Residence Club) охоплюють практично всі ніші готельного бізнесу, пропонуючи як недороге житло для туристів і бізнесменів середньої руки, так і послуги фешенебельних готелів для вимогливої публіки.
Керівництво компанією Марріотт Інтернешнл зараз здійснюють Білл Марріотт та Вільям Шоу.[коли?]